# Вікторія (річка)
Вікто́рія (англ. Victoria River) — найдовша річка в Північній території (Австралія). Впадає у Тиморське море.

## Географія
Річка бере свій початок у горбкуватій місцевості на висоті 370 м на півночі від Хукер-Крік. Довжина — 560 км. Упадає в затоку Жозеф-Бонапарт в Тиморському морі через затоку Куїнс-Чаннел.
На березі річки розташовано кілька невеликих поселень: Вікторія-Рівер-Даунс, Куліба.

## Історія
Річка була вперше досліджена в 1839 році британським капітаном Дж. Уікемом (англ. J. C. Wickham), що назвав її на честь британської королеви Вікторії. Подальше вивчення річки просувалося дуже повільно: тільки через 16 років інший мандрівник Огастус Чарльз Грегорі (англ. Sir Augustus Charles Gregory) досліджував естуарій Вікторії. З командою з 18 чоловік і декількох учених Грегорі здійнявся нагору за течією й досліджував приплив Вікторії, Стертс-Крік. В 1879 році річка була вивчена експедицією Олександра Форреста.